# Geovani
Geovani, właśc. Geovani Faria da Silva lub Geovani Silva (ur. 6 kwietnia 1964 w Vitórii) – piłkarz brazylijski, występujący na pozycji ofensywnego pomocnika.

## Kariera klubowa
Karierę piłkarską Geovani zaczął w klubie Desportiva Capixaba w 1981 roku. W lidze brazylijskiej zadebiutował 18 stycznia 1981 w przegranym 0-4 meczu z Botafogo FR. Z Desportivą zdobył mistrzostwo stanu Espírito Santo – Campeonato Capixaba w 1981 roku. W 1983 roku Geovani przeszedł do CR Vasco da Gama. W Vasco da Gama zadebiutował 30 marca 1983 w zremisowanym 0-0 meczu z Corinthians Paulista. Z Vasco da Gama zdobył mistrzostwo Brazylii 1989 oraz dwukrotnie mistrzostwo stanu Rio de Janeiro – Campeonato Carioca w 1987 i 1988 roku.
W 1989 roku wyjechał do Włoch do FC Bologna. W Bologni występował przez półtora sezonu. W trakcie sezonu 1990–1991 przeszedł ze zmierzającej do Serie B Bologny do niemieckiego Karlsruher SC. W klubie z Karlsruhe grał tylko przez jedną rundę, po czym powrócił do Vasco da Gama. Z Vasco da Gama zdobył kolejne dwa mistrzostwo stanu w 1992 i 1993 roku, po czym wyjechał do Meksyku do Tigres UANL. W 1995 roku po raz drugi wrócił do Vasco da Gama. W Vasco da Gama 30 listopada 1995 w przegranym 1-2 meczu z EC Juventude Geovani po raz ostatni wystąpił w lidze brazylijskiej. Ogółem w lidze brazylijskiej wystąpił w 136 spotkaniach i strzelił 14 bramek. W 1996 odszedł z Vasco do Gama i występował w klubach z niższych lig. Z Serra FC w 1999 i Desportiva Capixaba w 2000 zdobył mistrzostwo stanu Espírito Santo. Karierę Geovani zakończył w 2002 roku w klubie Tupy FC.

## Kariera reprezentacyjna
W reprezentacji Brazylii Geovani zadebiutował 2 maja 1985 w wygranym 2-0 towarzyskim meczu z reprezentacją Urugwaju. W 1989 roku uczestniczył w Copa América 1989, który Brazylia wygrała. Geovani wystąpił w trzech meczach z Wenezuelą (bramka), Peru i Kolumbią. Ostatni raz w reprezentacji wystąpił 11 września 1991 w przegranym 0-1 towarzyskim meczu z reprezentacją Walii. Ogółem w reprezentacji wystąpił w 22 meczach i strzelił 5 bramek.
W 1988 roku Geovani uczestniczył w Igrzyskach Olimpijskich w Seulu, na których Brazylia zdobyła srebrny medal. Na turnieju Geovani był podstawowym zawodnikiem w pięciu meczach z Nigerią, Australią, Jugosławią, Argentyną (bramka) i RFN.
W 1981 roku Geovani uczestniczył w Mistrzostwach Świata U-20, na których Brazylia odpadła w ćwierćfinale z Katarem. Dwa lata później ponownie uczestniczył w Mistrzostwach Świata U-20, które Brazylia wygrała. Geovani z sześcioma bramkami został królem strzelców oraz został uznany za najlepszego piłkarza turnieju.

## Kariera polityczna
Po zakończeniu kariery Geovani zajął się polityką. W 2006 roku został wybrany do parlamentu stanu Espírito Santo.